# Oskar Czepa (Modellflieger)
Oskar Czepa (* 1. März 1926 in Mährisch Trübau; † 23. Oktober 2024) war ein österreichischer Modellflieger und Modellflugzeugkonstrukteur.
Sein größter Erfolg war der Weltmeistertitel, den er am 24. August 1951 in Bled in der Klasse F1A (Segel-Flugmodelle; Freiflug) erlangte. Ein Nachbau seines damaligen Siegermodells, der „Zahnstocher“, ist im Deutschen Museum in München ausgestellt.
Oskar Czepa stellte zahlreiche österreichische Rekorde auf, beispielsweise mit 7:01:18 h Flugzeit den Österreichischen Dauerflugrekord für RC-Segel-Flugmodelle am 5. September 1964 in Winden am See/Burgenland.
Oskar Czepa ist derzeit Inhaber von drei österreichischen Rekorden (Klasse F5-S Distanz im geschlossenen Kreis [36,6 km], F5-SOL Dauer [4h 32min 33s], F5-SOL Distanz im geschlossenen Kreis [92 km]).